# Mihai Stan
- A nu se confunda cu actorul Mihail Stan| Mihai Stan           |                                                                    |
| Date personale       |                                                                    |
| Născut               | 9 iulie 1943 (81 de ani) București, România                        |
| Cetățenie            | România                                                            |
| Ocupație             | prozator[*] critic literar[*] istoric publicist editor[*] scriitor |
| Limbi vorbite        | limba română[1]                                                    |
| Modifică date / text |                                                                    |

Mihai Stan (n. 9 iulie 1943, București, România) este un prozator, critic literar, istoric, publicist și editor român.

## Biografie
Studiile primare, gimnaziale și liceale le-a absolvit în Găești (1960), județul Dâmbovița, iar pe cele superioare la Facultatea de Filologie, la Pitești (1966). Este membru al Uniunii Ziariștilor Profesioniști din România din anul 1999, al Uniunii Scriitorilor din Republica Moldova din anul 2005, al Societății Scriitorilor Târgovișteni de la înființare, din anul 2005, și al Uniunii Scriitorilor din România din anul 2014. Este coordonatorul actual al mișcării literare Școala de la Târgoviște.

## Activitate literară
Debutează editorial cu Admiterea în liceu (1993). Coordonează lucrările 1897-1997 Centenar. Primăria orașului Târgoviște (1997), romanele Clone, cu trimiteri sarcastice la contemporaneitate, Clone 1 (2003) și Clone 2 (2015), trilogia Paradis (2004). Drama intelectualului român în timpul comunismului și avatarurile acestuia sunt înfățișate în Ieșirea din paradis (2007) și Întoarcere în Paradis (2015).
Coordonează colecțiile „Eseu” și „Proză contemporană” ale Editurii Bibliotheca în care au apărut scriitori precum Mircea Horia Simionescu, Barbu Cioculescu, Alexandru George, Henri Zalis, Tudor Cristea, Daniela-Olguța Iordache, George Coandă, Victor Petrescu, George Anca, Florentin Popescu, Emil Lungeanu, Costache Olăreanu, Nicolae Vasile, Dan Gîju, George Toma Veseliu etc. O atenție deosebită a acordat publicării unor cărți semnate de scriitori din Republica Moldova, membri ai Societății Scriitorilor Târgovișteni: acad. Mihai Cimpoi, acad. Nicolae Dabija, Iulian Filip etc.